# Danh sách đĩa nhạc của Cosmic Girls
Nhóm nhạc nữ Hàn Quốc Cosmic Girls đã phát hành 1 album phòng thu, 10 mini-album và 13 đĩa đơn.

## Album

### Album phòng thu
| Tiêu đề      | Chi tiết | Danh sách bài hát | Vị trí xếp hạng cao nhất | Doanh số      |
| Tiêu đề      | Chi tiết | Danh sách bài hát | HQ                       |               |
| Happy Moment | - Ngày phát hành: 7 tháng 6 năm 2017 - Ngôn ngữ: Hàn Quốc - Nhãn hiệu: Starship Entertainment, Yuehua Entertainment, LOEN Entertainment - Định dạng: CD, tải nhạc số - Thể loại: Dance | Danh sách 1. HAPPY 2. 기적 같은 아이 (Miracle) 3. Mr. BADBOY 4. SUGAR 5. Babyface 6. 퐁당퐁당 (Plop Plop) 7. Follow Me 8. B.B.B.Boo 9. Geeminy 10. 지금 만나러 가요 (Closer to you) | 3                        | - Hàn: 38,368 |

### Mini-album
| Tiêu đề                                                                                   | Chi tiết | Danh sách bài hát | Vị trí xếp hạng cao nhất | Vị trí xếp hạng cao nhất | Doanh số                   |
| Tiêu đề                                                                                   | Chi tiết | Danh sách bài hát | HQ                       | TG                       |                            |
| Would You Like?                                                                           | - Ngày phát hành: 25 tháng 2 năm 2016 - Ngôn ngữ: Hàn Quốc - Nhãn hiệu: Starship Entertainment, Yuehua Entertainment, LOEN Entertainment - Định dạng: CD, tải nhạc số          | Danh sách 1. Space Cowgirl 2. 모모모(MoMoMo) 3. 캐치미(Catch Me) 4. Tick-Tock 5. Take My Breath 6. 모모모(MoMoMo) (Jap.ver)                                                                                     | 7                        | —                        | - Hàn: 13,787              |
| The Secret                                                                                | - Ngày phát hành: 17 tháng 8 năm 2016 - Ngôn ngữ: Hàn Quốc - Nhãn hiệu: Starship Entertainment, Yuehua Entertainment, LOEN Entertainment - Định dạng: CD, tải nhạc số          | Danh sách 1. 비밀이야 (Secret) 2. BEBE 3. 우주키스미 (Would you eat a pea)? 4. 짠! (Prince) 5. ROBOT 6. 이층침대 (Good Night) 7. 비밀이야 (Secret) (Chinese Ver.)                                               | 6                        | 12                       | - Hàn: 19,090              |
| From. WJSN                                                                                | - Ngày phát hành: 4 tháng 1 năm 2017 - Ngôn ngữ: Hàn Quốc - Nhãn hiệu: Starship Entertainment, Yuehua Entertainment, LOEN Entertainment, Mmo ent. - Định dạng: CD, tải nhạc số | Danh sách 1. 너에게 닿기를 (I Wish) 2. Baby Come To Me 3. 주세요 (Say Yes) 4. 최애 (最愛) (Perfect!) 5. 이리와 (Hug U) 6. 너에게 닿기를 (I Wish) (Chinese Ver.)                                                 | 4                        | —                        | - Hàn: 36,441 - Nhật: 509  |
| Dream Your Dream                                                                          | - Ngày phát hành: 27 tháng 2 năm 2018 - Ngôn ngữ: Hàn Quốc - Nhãn hiệu: Starship Entertainment, Yuehua Entertainment, LOEN Entertainment - Định dạng: CD, tải nhạc số          | Danh sách 1. 꿈꾸는 마음으로 (Dreams Come True) 2. 호두까기 인형 (Love O'Clock) 3. 르네상스 (Renaissance) 4. 설레는 밤 (Starry Moment) 5. 겨울잠 (Thawing) 6. 꿈꾸는 마음으로 (Dreams Come True) (Chinese ver.) | 2                        | —                        | - Hàn: 49,002              |
| WJ PLEASE?                                                                                | - Ngày phát hành: 19 tháng 9 năm 2018 - Ngôn ngữ: Hàn Quốc - Nhãn hiệu: Starship Entertainment, Yuehua Entertainment, LOEN Entertainment - Định dạng: CD, tải nhạc số          | Danh sách 1. 부탁해 (Save me, save you) 2. 너, 너, 너 (You, you, you) 3. 아이야 (I-yah) 4. 가면무도회 (Masquerade) 5. Hurry up 6. 2월의 봄 (You and I)                                                          | 3                        | 14                       | - Hàn: 61,952              |
| WJ STAY?                                                                                  | - Ngày phát hành: 8 tháng 1 năm 2019 - Ngôn ngữ: Hàn Quốc - Nhãn hiệu: Starship Entertainment, Yuehua Entertainment, LOEN Entertainment - Định dạng: CD, tải nhạc số           | Danh sách 1. La la love 2. You get 3. 억개의 별 (Star) 4. 그때 우리 (Memories) 5. 칸타빌레 (노래하듯이) [Cantabile] 6. 12 O'clock 7. 우주정거장 (Ujung)                                                         | 2                        | —                        | - Hàn: 64,339              |
| For the Summer                                                                            | - Ngày phát hành: 4 tháng 6 năm 2019 - Ngôn ngữ: Hàn Quốc - Nhãn hiệu: Starship Entertainment, Yuehua Entertainment, LOEN Entertainment - Định dạng: CD, tải nhạc số           | Danh sách 1. Boogie up 2. 눈부셔 (Oh my summer) 3. My type 4. 우리끼리 (Let's dance) 5. Sugar pop | 1                        | —                        | - Hàn: 78,555              |
| As You Wish                                                                               | - Ngày phát hành: 9 tháng 11 năm 2019 - Ngôn ngữ: Hàn Quốc - Nhãn hiệu: Starship Entertainment, Yuehua Entertainment, LOEN Entertainment - Định dạng: CD, tải nhạc số          | Danh sách 1. 이루리 (As you wish) 2. 행운을 빌어 (Luckitty-cat) 3. 야광별 (Lights up) 4. 그때 우리 (Memories) 5. 우와 (WW) 6. Full moon 7. Don't touch                                                          | 2                        | —                        | - Hàn: 96,647              |
| Neverland                                                                                 | - Ngày phát hành: 9 tháng 6 năm 2020 - Ngôn ngữ: Hàn Quốc - Nhãn hiệu: Starship Entertainment, Yuehua Entertainment, LOEN Entertainment - Định dạng: CD, tải nhạc số           | Danh sách 1. Butterfly 2. HOLA 3. Pantomime 4. 바램 (Where U R) 5. 불꽃이 (Tra-la) 6. 우리 정원 (Our garden) | 2                        | —                        | - Hàn: 100,719 - Nhật: 715 |
| Unnatural                                                                                 | - Ngày phát hành: 31 tháng 3 năm 2021 - Ngôn ngữ: Hàn Quốc - Nhãn hiệu: Starship Entertainment, Yuehua Entertainment, LOEN Entertainment - Định dạng: CD, tải nhạc số          | Danh sách 1. Unnatural 2. Last Dance 3. 원하는 모든 걸 (Super Moon) 4. New Me 5. 음 (Yalla) 6. 잊지 마 (Rewind)                                                                                                 | 3                        | —                        | - Hàn: 92,026              |
| "—" cho biết album không lọt vào bảng xếp hạng hoặc không được phát hành tại khu vực này. | | |                          |                          |                            |

## Đĩa đơn
| Tiêu đề                                                                                     | Năm  | Vị trí xếp hạng cao nhất | Vị trí xếp hạng cao nhất | Doanh số        | Album            |
| Tiêu đề                                                                                     | Năm  | HQ                       | KOR Hot                  | Doanh số        | Album            |
| "Mo Mo Mo" (모모모)                                                                         | 2016 | 206                      | —                        | - Hàn: 14,523   | Would You Like?  |
| "Catch Me" (캐치미)                                                                         | 2016 | —                        | —                        | —               | Would You Like?  |
| "Secret" (비밀이야)                                                                         | 2016 | 49                       | —                        | - Hàn: 89,219   | The Secret       |
| "I Wish" (너에게 닿기를)                                                                    | 2017 | 49                       | —                        | - Hàn: 166,115  | From. WJSN       |
| "Happy" (해피)                                                                              | 2017 | 77                       | —                        | - Hàn: 45,435   | Happy Moment     |
| "Dreams Come True" (꿈꾸는 마음으로)                                                        | 2018 | —                        | 67                       | —               | Dream Your Dream |
| "Save Me, Save You" (부탁해)                                                                | 2018 | —                        | 63                       | —               | WJ Please?       |
| "La La Love"                                                                                | 2019 | 101                      | 51                       | - Trung: 14,000 | WJ Stay?         |
| "Boogie Up"                                                                                 | 2019 | 133                      | 60                       | —               | For the Summer   |
| "As You Wish" (이루리)                                                                      | 2019 | 106                      | 71                       | —               | As You Wish      |
| "Butterfly"                                                                                 | 2020 | 118                      | 81                       | —               | Neverland        |
| "Unnatural"                                                                                 | 2021 | 126                      | 85                       | —               | Unnatural        |
| "—" cho biết đĩa đơn không lọt vào bảng xếp hạng hoặc không được phát hành tại khu vực này. |      |                          |                          |                 |                  |

### Đĩa đơn không nằm trong album
| Tiêu đề             | Năm  | Album                         |
| "Kiss Me" (키스 미) | 2017 | Đĩa đơn không nằm trong album |

#### Solo
| Tên                                                                                         | Thành viên      | Năm  | Vị trí xếp hạng cao nhất | Album                                          |
| Tên                                                                                         | Thành viên      | Năm  | CHN                      | Album                                          |
| "Fire & Ice"                                                                                | Dawon, Yeonjung | 2016 | —                        | Frozen 3: Fire & Ice OST                       |
| "Meloholic (멜로홀릭)"                                                                      | Yeonjung        | 2017 | —                        | Meloholic OST Part 4                           |
| "Stay With You (마음이하는일)"                                                              | Yeonjung        | 2018 | —                        | Where Stars Land OST Part 6                    |
| "If Love (若情)"                                                                            | Chengxiao       | 2018 | 3                        | Xuanyuan Sword OST                             |
| "Helios (有种)"                                                                             | Meiqi           | 2019 | 6                        | The Wandering Earth OST                        |
| "Jiang (犟)"                                                                                | Meiqi           | 2019 | —                        | 犟 (Jiang)                                     |
| "Only You Know (只有你知道)"                                                                | Meiqi           | 2019 | —                        | 立风 (The Wind)                                |
| "Sweet Declaration (满糖宣言)"                                                              | Xuanyi          | 2019 | —                        | 立风 (The Wind)                                |
| "I Like You"                                                                                | Meiqi           | 2019 | 42                       | 2019 Hyun Dance Summer Music Season Theme Song |
| "Little Bird (小小鸟)"                                                                      | Xuanyi          | 2019 | 65                       | The Angry Birds Movie 2 OST                    |
| "Tell Me, Please (꼭 말해줘)"                                                               | Yeonjung        | 2019 | —                        | Melting Me Softly OST Part 2                   |
| "I Don't Believe You (别轻易相信)"                                                          | Chengxiao       | 2020 | —                        | Detective Chinatown OST                        |
| "25"                                                                                        | Xuanyi          | 2020 | —                        | Đĩa đơn không nằm trong album                  |
| "—" cho biết bài hát không lọt vào bảng xếp hạng hoặc không được phát hành tại khu vực này. |                 |      |                          |                                                |

#### Hợp tác
- Với I.O.I

| Năm  | Tên                             | Thành viên | Đạo diễn               | Ghi chú                | Album                         |
| 2016 | "Crush"                         | Yeonjung   | —                      | MV debut của I.O.I     | Chrysalis                     |
| 2016 | "Dream Girls"                   | Yeonjung   | Hong Won-ki (ZANYBROS) | MV debut của I.O.I     | Chrysalis                     |
| 2016 | "Oh! Éclair"                    | Yeonjung   | Hong Won-ki (ZANYBROS) | —                      | Đĩa đơn không nằm trong album |
| 2016 | "Liiv Song"                     | Yeonjung   | —                      | —                      | Đĩa đơn không nằm trong album |
| 2016 | "Very Very Very (너무너무너무)" | Yeonjung   | Digipedi               | —                      | Miss Me?                      |
| 2017 | "Downpour (소나기)"             | Yeonjung   | —                      | MV cuối cùng của I.O.I | Đĩa đơn không nằm trong album |

- Với Hỏa tiễn thiếu nữ 101

| Tên                                                                                         | Thành viên    | Năm  | Vị trí xếp hạng cao nhất               | Album                         |
| Tên                                                                                         | Thành viên    | Năm  | CHN                                    | Album                         |
| "Rocket Girls"                                                                              | Meiqi, Xuanyi | 2016 | MV debut của Hỏa tiễn thiếu nữ 101     | Đĩa đơn không nằm trong album |
| "Collide" (撞)                                                                              | Meiqi, Xuanyi | 2016 | 6                                      | Collide (撞)                  |
| "Light"                                                                                     | Meiqi, Xuanyi | 2016 | 7                                      | Collide (撞)                  |
| "Born to Win" (生而为赢)                                                                    | Meiqi, Xuanyi | 2016 | —                                      | Collide (撞)                  |
| "Calorie" (卡路里)                                                                          | Meiqi, Xuanyi | 2018 | 4                                      | Hello Mr. Billionaire OST     |
| "Wind" (风)                                                                                 | Meiqi, Xuanyi | 2019 | 4                                      | Wind (风)                     |
| "On Fire"                                                                                   | Meiqi, Xuanyi | 2020 | —                                      | PUBG OST                      |
| "Hard Candy"                                                                                | Meiqi, Xuanyi | 2020 | —                                      | Đĩa đơn không nằm trong album |
| "5452830"                                                                                   | Meiqi, Xuanyi | 2020 | MV cuối cùng của Hỏa tiễn thiếu nữ 101 | Đĩa đơn không nằm trong album |
| "—" cho biết bài hát không lọt vào bảng xếp hạng hoặc không được phát hành tại khu vực này. |               |      |                                        |                               |

#### Sub-unit
- WJMK

| Năm  | Tên               | Thành viên  | Ghi chú                                 |
| 2018 | "Strong (릿하게)" | Seola, Luda | Hợp tác với Doyeon, Yoojung (Weki Meki) |

- Y-teen

| Năm  | Tên         | Thành viên                                              | Ghi chú                                                                       |
| 2018 | "Do better" | Seola, Exy, Soobin, Eunseo, Chengxiao, Yeoreum, Dayoung | Hợp tác với Shownu, Wonho, Minhyuk, Kihyun, Hyungwon, Jooheon, I.M (Monsta X) |

- WJSN Chocome

| Năm  | Tên            | Thành viên                     |
| 2020 | 흥칫뿡 (Hmph!) | Soobin, Luda, Yeoreum, Dayoung |

#### Hợp tác solo
| Tên                                                                                         | Thành viên    | Năm  | Vị trí xếp hạng cao nhất | Doanh số       | Album                                 | Ghi chú                                                  |
| Tên                                                                                         | Thành viên    | Năm  | CHN                      |                | Album                                 | Ghi chú                                                  |
| "I will be on your side (내가 니편이 되어줄게)"                                             | Yeonjung      | 2016 | —                        | - Hàn: 23,352+ | Đĩa đơn không nằm trong album         | Hợp tác với Yoo Seung Woo                                |
| "Toy(서툰 고백)"                                                                            | Yeonjung      | 2017 | —                        | —              | Love Playlist 2 OST                   | Hợp tác với Brother Su                                   |
| "Love Therapy (러브테라피)"                                                                 | Exy           | 2017 | —                        | —              | Đĩa đơn không nằm trong album         | Hợp tác với Euna Kim                                     |
| "Homegirl (러브테라피)"                                                                     | Exy           | 2018 | —                        | —              | Đĩa đơn không nằm trong album         | Hợp tác với Sobae                                        |
| "Love Professor (러브테라피)"                                                               | Exy           | 2018 | —                        | —              | Đĩa đơn không nằm trong album         | Hợp tác với Nakta Choi                                   |
| "Venom is Coming (毒液前來)"                                                                | Meiqi         | 2018 | —                        | —              | Venom Promo single                    | Hợp tác với Dương Siêu Việt, Đoàn Áo Quyên, Yamy, Sunnee |
| "Blessing Arch (福气拱拱来)"                                                                | Meiqi, Xuanyi | 2019 | 35                       | —              | Boonie Bears: Blast into the Past OST | Hợp tác với Đoàn Áo Quyên, Lại Mỹ Vân                    |
| "Don't Wait Any More"                                                                       | Meiqi         | 2019 | —                        | —              | Step Up: Year of the Dance OST        | Hợp tác với Justin(NEX7)                                 |
| "C"                                                                                         | Meiqi         | 2020 | —                        | —              | Đĩa đơn không nằm trong album         | Hợp tác với Châu Chấn Nam(R1SE)                          |
| "—" cho biết bài hát không lọt vào bảng xếp hạng hoặc không được phát hành tại khu vực này. |               |      |                          |                |                                       |                                                          |

## Một số bài hát khác

### Hợp tác
| Tiêu đề                                                                                     | Thành viên               | Năm  | Vị trí xếp hạng cao nhất | Vị trí xếp hạng cao nhất | Album                                                      | Doanh số                              | Ghi chú                                                                                 |
| Tiêu đề                                                                                     | Thành viên               | Năm  | HQ                       | CHN                      | Album                                                      | Doanh số                              | Ghi chú                                                                                 |
| "Sweep it away (쓸어버려)"                                                                  | Exy                      | 2015 | —                        | —                        | Đĩa đơn không nằm trong album                              | —                                     | Hợp tác với Crucial Star                                                                |
| "Gettin' Em"                                                                                | Exy                      | 2015 | —                        | —                        | Đĩa đơn không nằm trong album                              | —                                     | —                                                                                       |
| "같은 곳에서 (In the Same Place)"                                                           | Yeonjung                 | 2016 | 8                        | —                        | 35 Girls 5 Concepts                                        | —                                     | Hợp tác với Kang Sira, Chaekyung (April), Doyoen (Weki Meki), Sohee, Sohye, Hyeri(OMZM) |
| "I.O.I intro"                                                                               | Yeonjung                 | 2016 | —                        | —                        | Chrysalis                                                  | - Hàn: 87,026 - Nhật: 303 - US: 1,000 | Hợp tác với I.O.I                                                                       |
| "Knock Knock Knock (똑똑똑)"                                                                | Yeonjung                 | 2016 | 31                       | —                        | Chrysalis                                                  | - Hàn: 87,026 - Nhật: 303 - US: 1,000 | Hợp tác với I.O.I                                                                       |
| "Doo-Wap"                                                                                   | Yeonjung                 | 2016 | 45                       | —                        | Chrysalis                                                  | - Hàn: 87,026 - Nhật: 303 - US: 1,000 | Hợp tác với I.O.I                                                                       |
| "When the Cherry Blossoms Fade (벚꽃이 지면)"                                               | Yeonjung                 | 2016 | 16                       | —                        | Chrysalis                                                  | - Hàn: 87,026 - Nhật: 303 - US: 1,000 | Hợp tác với I.O.I                                                                       |
| "Hold On (잠깐만)"                                                                          | Yeonjung                 | 2016 | 10                       | —                        | Miss Me?                                                   | - Hàn: 106,439 - Nhật: 1,322          | Hợp tác với I.O.I                                                                       |
| "More More (내 말대로 해줘)"                                                                | Yeonjung                 | 2016 | 61                       | —                        | Miss Me?                                                   | - Hàn: 106,439 - Nhật: 1,322          | Hợp tác với I.O.I                                                                       |
| "Ping Pong"                                                                                 | Yeonjung                 | 2016 | 77                       | —                        | Miss Me?                                                   | - Hàn: 106,439 - Nhật: 1,322          | Hợp tác với I.O.I                                                                       |
| "M-Maybe (음 어쩌면)"                                                                       | Yeonjung                 | 2016 | 86                       | —                        | Miss Me?                                                   | - Hàn: 106,439 - Nhật: 1,322          | Hợp tác với I.O.I                                                                       |
| "I Love You, I Remember You (사랑해 기억해)"                                                | Yeonjung                 | 2016 | 30                       | —                        | Moon Lovers: Scarlet Heart Ryeo OST Part 3                 | - Hàn: 124,584                        | Hợp tác với I.O.I                                                                       |
| "It's Fire Play (불놀이야)"                                                                 | Yeonjung                 | 2016 | —                        | —                        | Immortal Song 2: Singing the Legend (Hong Seo-bum)         | —                                     | —                                                                                       |
| "All That Time (그럴 땐)"                                                                   | Yeonjung                 | 2016 | —                        | —                        | Immortal Song 2: Singing the Legend (Poets' Songs Special) | —                                     | —                                                                                       |
| "Together As One"                                                                           | Yeonjung                 | 2016 | —                        | —                        | Hooxi, The Beginning                                       | —                                     | —                                                                                       |
| "Taxi"                                                                                      | Chengxiao                | 2016 | —                        | —                        | Inkigayo Music Crush Part. 2                               | —                                     | Hợp tác với Eunha(GFriend), YooA(Oh My Girl), Nayoung(Gugudan), Nancy(Momoland)         |
| "Confession Song" (告白情歌)                                                                | Meiqi, Xuanyi, Chengxiao | 2017 | —                        | —                        | Promotional song of Once Again                             | —                                     | —                                                                                       |
| "#Drive (#드라이브)"                                                                        | Yeonjung                 | 2017 | —                        | —                        | Đĩa đơn không nằm trong album                              | —                                     | Hợp tác với Dindin                                                                      |
| "Marry You"                                                                                 | Yeonjung                 | 2017 | —                        | 92                       | Đĩa đơn không nằm trong album                              | - Hàn: 22,890+                        | Hợp tác với Maktub                                                                      |
| "You're Dazzling (눈부신 그대)"                                                             | Yeonjung                 | 2017 | —                        | —                        | Queen for Seven Days OST Part 1                            | —                                     | —                                                                                       |
| "Your Name Is... (너의 이름을...)"                                                          | Yeonjung                 | 2018 | —                        | —                        | The Undateables OST Part 2                                 | —                                     | —                                                                                       |
| "The Shadow of the Shark"                                                                   | Chengxiao                | 2018 | —                        | 9                        | Promotional song of The Meg                                | —                                     | Hợp tác với Yibo(UNIQ)                                                                  |
| "Love Virus"                                                                                | Seola                    | 2018 | —                        | —                        | What's wrong with secretary Kim? OST                       | —                                     | Hợp tác với Kihyun (Monsta X)                                                           |
| "Dreamland"                                                                                 | Luda                     | 2018 | —                        | —                        | Dunia: Into a New World OST Part 2                         | —                                     | —                                                                                       |
| "Sailor Moon (月亮警察)"                                                                    | Meiqi, Xuanyi            | 2018 | —                        | —                        | Collide (撞)                                               | —                                     | Hợp tác với Hỏa tiễn thiếu nữ 101                                                       |
| "101 Wishes (101个愿望)"                                                                    | Meiqi, Xuanyi            | 2018 | —                        | —                        | Đĩa đơn không nằm trong album                              | —                                     | Hợp tác với Hỏa tiễn thiếu nữ 101                                                       |
| "Rocket Boom (榮譽星球)"                                                                    | Meiqi, Xuanyi            | 2019 | —                        | 41                       | Đĩa đơn không nằm trong album                              | —                                     | Hợp tác với Hỏa tiễn thiếu nữ 101                                                       |
| "Rampage to the Next Stop (横冲直撞下一站)"                                                 | Meiqi, Xuanyi            | 2019 | —                        | 25                       | Rampage 20 Opening Theme Song                              | —                                     | Hợp tác với Hỏa tiễn thiếu nữ 101                                                       |
| "Galaxy Disco (银河系Disco)"                                                                | Meiqi, Xuanyi            | 2019 | —                        | —                        | Đĩa đơn không nằm trong album                              | —                                     | Hợp tác với Hỏa tiễn thiếu nữ 101                                                       |
| "—" cho biết bài hát không lọt vào bảng xếp hạng hoặc không được phát hành tại khu vực này. |                          |      |                          |                          |                                                            |                                       |                                                                                         |

## Video âm nhạc

### Video âm nhạc

#### WJSN
| Năm  | Ngày phát hành | Tên                                | Đạo diễn               | Thành viên                                                                   | Ghi chú                        |
| 2016 | 25 tháng 2     | MoMoMo (모모모)                    | Zanybros               | Cả nhóm                                                                      | —                              |
| 2016 | 10 tháng 3     | Catch Me (캐치미)                  | Zanybros               | Cả nhóm                                                                      | —                              |
| 2016 | 17 tháng 8     | Secret (비밀이야)                  | Fantazy Lab            | Cả nhóm                                                                      | MV đầu tiên có Yeonjung        |
| 2017 | 4 tháng 1      | I Wish (너에게 닿기를)             | Fantazy Lab            | Cả nhóm                                                                      | —                              |
| 2017 | 7 tháng 6      | Happy                              | Fantazy Lab            | Cả nhóm                                                                      | —                              |
| 2017 | 14 tháng 7     | Kiss Me                            | MOG Communications     | Cả nhóm                                                                      | CF hợp tác với mỹ phẩm Kiss Me |
| 2018 | 27 tháng 2     | Dreams Come True (꿈꾸는 마음으로) | Fantazy Lab            | Cả nhóm                                                                      | —                              |
| 2018 | 19 tháng 9     | Save Me, Save You                  | Vikings League         | Cả nhóm trừ Cheng Xiao, Meiqi, Xuanyi không tham gia do có lịch trình riêng. | —                              |
| 2018 | 20 tháng 12    | It's a good time                   | —                      | Cả nhóm trừ Cheng Xiao, Meiqi, Xuanyi không tham gia do có lịch trình riêng. | Hợp tác với Mickey Mouse       |
| 2019 | 8 tháng 1      | La La Love                         | Vikings League         | Cả nhóm trừ Cheng Xiao, Meiqi, Xuanyi không tham gia do có lịch trình riêng. | —                              |
| 2019 | 4 tháng 6      | Boogie Up                          | Hong Won-Ki (Zanybros) | Cả nhóm trừ Cheng Xiao, Meiqi, Xuanyi không tham gia do có lịch trình riêng. | —                              |
| 2019 | 9 tháng 11     | As You Wish                        | Vikings League         | Cả nhóm trừ Cheng Xiao, Meiqi, Xuanyi không tham gia do có lịch trình riêng. | —                              |
| 2020 | 9 tháng 6      | Butterfly                          | HIGHQUALITYFISH        | Cả nhóm trừ Cheng Xiao, Meiqi, Xuanyi không tham gia do có lịch trình riêng. | —                              |
| 2021 | 31 tháng 3     | Unnatural                          | Vikings League         | Cả nhóm trừ Cheng Xiao, Meiqi, Xuanyi không tham gia do có lịch trình riêng. | —                              |

### Video âm nhạc đã xuất hiện
| Năm  | Tên               | Nghệ sĩ                        | Thành viên    |
| 2012 | Janus (야누스)    | Boyfriend                      | Seola         |
| 2015 | Rush (신속히)     | Monsta X                       | Eunseo        |
| 2015 | Pick me           | Thí sinh produce 101           | Yeonjung      |
| 2016 | 뭐어때 (Whatever) | Yoo Seung Woo ft. Crucial Star | Eunseo        |
| 2018 | Pick me up        | Thí sinh sáng tạo 101          | Meiqi, Xuanyi |